# Konrád z Friedberka
Konrád z Friedbergu (německy Konrad von Friedberg, † po 1259) byl mezi lety 1241 a 1245 (fakticky až do roku 1247) biskup olomoucký.

## Život

### Nástup na biskupský stolec
O datu Konrádova narození ani o jeho původu není nic známo. Jisté je pouze to, že byl původu urozeného, stal hildesheimským kanovníkem a měl poměrně blízko k mohučskému arcibiskupovi Sigfridovi III. Snad byl Konrád příbuzným dvořana krále Václava I. Ojíře z Friedberka.
Po smrti biskupa Roberta zvolili roku 1241 děkan Jan a kanovníci v olomoucké kapitule svého spolubratra a opavského arciděkana Viléma novým olomouckým biskupem. Zmíněný mohučský arcibiskup Sigfrid Vilémovu volbu však kvůli neustálým mravním přestupků olomouckých kanovníků neuznal, kapitulu exkomunikoval a novým olomouckým biskupem určil právě Konráda z Friedberka, jehož na biskupa vzápětí vysvětil. Všechny události se patrně udály v rychlém sledu ještě roku 1240. Není vyloučeno ani to, že k Vilémově volbě došlo ještě za Robertova života. Olomoucká kapitula Konrádovo nastolení však přijala s odporem, což vedlo k útěku několika předních členů kapituly i samotného Viléma do Říma, kde Konráda před papežskou kurií nařkli z nelegitimního uzurpování olomouckého stolce. Obvinili ho rovněž z toho, že Konrád většinu kanovníků okradl, vyhnal a oni teď musí žebrat. Tím u papežské kurie začal dlouholetý soudní spor. Konrád mezitím ovládl celou Olomouc, jmenoval zcela novou kapitulu, včetně arcijáhna Mila a děkana Sigeruse, a získal podporu i samotného krále Václava I., u jehož dvoru se ve svědečné řádě objevoval na předních místech.

### Spor s kurií

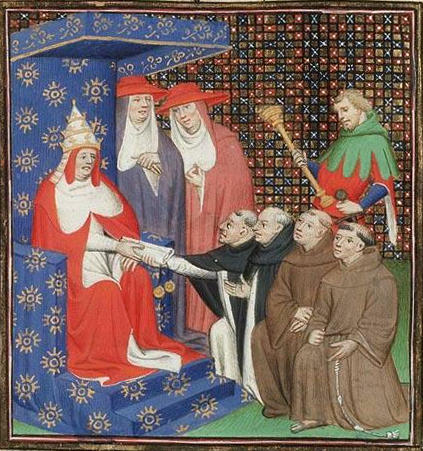
Papež Inocenc IV. (sedící)

Vážněji se sporem o olomoucký stolec kurie začala zabývat po skončení sedisvakance a nástupu Inocence IV. v červnu 1243 na svatopetrský stolec. Už v září nový papež pověřil pražského biskupa Mikuláše, pražského probošta a břevnovského opata, aby celou záležitost kolem olomouckého stolce prověřili. Konrád zároveň vyslal svého prokurátora ke kurii, aby ho zde zastupoval. Prokurátor si však s sebou nevzal příslušné listiny, a to údajně ze strachu z nebezpečí cesty. Stanovisko Konrádovy strany proto papeži vylíčil ústně. Vysvětlil mu, že podle mohučského arcibiskupa exkomunikovaná kapitula nebyla způsobilá zvolit nového biskupa a proto biskupa arcibiskup po uplynutí příslušné lhůty stanovil sám, což byl podle kanonického práva zcela legitimní postup. Inocencovi prokurátorova výpověď ale nestačila a Konráda vyzval, aby do Říma poslal lépe připraveného a vybaveného vyslance. Konrád výzvu ale přešel mlčením.

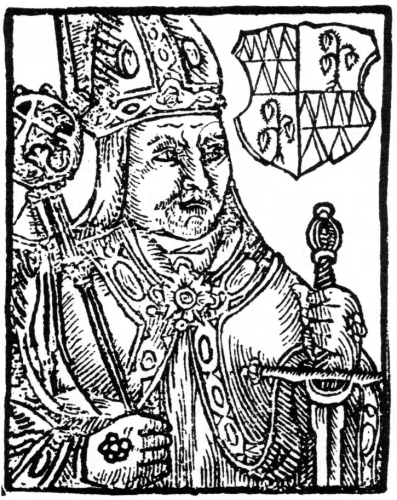
Biskup Bruno ze Schauenburku (B. Paprocký)

V roce 1245 kurie Konráda předvolala do Říma potřetí, a to prostřednictvím pražského biskupa a břevnovského i hradišťského opata. Tentokrát však v předvolací listině o Konrádově vině kurie nijak nepochybovala a požadovala po něm, aby se před papežský stolec dostavil osobně, nikoli v zastoupení. Ještě téhož dne papež vydal druhou listinu, v níž Konráda exkomunikoval. Patrně ho totiž vnímal jako prodlouženou ruku svého největšího soka císaře Fridricha II. Štaufského, a to už jen proto, že mohučský arcibiskup Sigfrid, který Konráda na olomoucký stolec dosadil, byl císařovým přívržencem. Všechny statky olomouckého biskupství kurie zároveň udělila ve správu biskupovi pražskému, břevnovskému a hradišťskému opata. Nebylo to ovšem rozhodnutí nejchytřejší, protože všichni tři zmínění preláti byli spojenci krále Václava, který Konráda podporoval. Ještě téhož roku však došlo k významnému obratu, při němž se král Václav sblížil s Inocencem a odvrátil se od oslabené císařského tábora a tím pádem i od Konráda. Papež následně opět pověřil několik českých prelátů, aby Konráda zbavili všech jeho statků. Současně se rozhodl pro kompromis mezi Konrádovou a Vilémovou stranou – novým olomouckým biskupem určil Bruna ze Schauenburku.

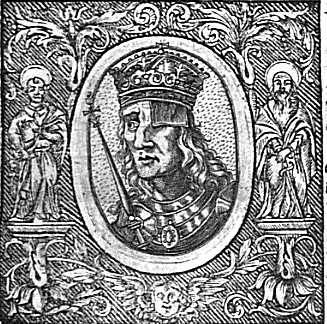
Fiktivní portrét Václava I. z 18. století

Papežovo rozhodnutí narazilo na odpor krále Václava, jenž nehodlal Brunův nástup na olomoucký stolec akceptovat, a tak ještě ani v dubnu 1246 se Bruno prokazatelně nemohl chopit svého úřadu. Předešlý biskup Vilém, jenž v Římě pobýval už od roku 1241, se s papežovým rozhodnutím ale smířil a své nominální hodnosti se vzdal. Konrád se na biskupském stolci však ještě stále držel a jeho stoupenci odmítali opustit biskupské statky. Když ještě roku 1247 Konrád odmítal abdikovat, Inocenc IV. se na popud krále Václava uchýlil ke krajnímu řešení. Svého legáta Petra totiž pověřil, aby Konráda, za to že se vzdá olomouckého stolce, odškodnil. Konrád měl získat vesnici Cholso a obrovskou roční částku 300 hřiven stříbra z biskupských statků v Opavě a Kelči, což svědčí o Konrádově mimořádně silného postavení, z něhož měl obavy už i sám Václav I. Jak se situace vyvíjela dál není známé, a to ani to jestli se Konrád stolce po vyplacení vzdal dobrovolně, nebo k tomu byl přinucen násilím.
V pramenech se Konrád po roce 1247 objevil až o dva roky později v průběhu odboje Přemysla Otakara II. proti svému otci Václavovi I. Bývalý olomoucký biskup tehdy obdaroval velehradský klášter a zřejmě se konfliktu zúčastnil na Přemyslově straně. Poté se Konrád připomíná až v roce 1257, kdy vystoupil v blízkosti mohučského metropolity jako donátor oltáře pro kostel sv. Alžbety v Marburgu. Další Konrádova listina se zachovala z roku 1259 z Bavorska, k níž Konrád přivěsil a i svou majestátní a poměrně velkou pečeť silně připomínající pečeť biskupskou. Poté se Konrád z pramenů vytratil a patrně zemřel.